# تاورنی
تاورنی (به لاتین: Tăureni) یک سکونتگاه مسکونی در رومانی است که در شهرستان مورش واقع شده‌است.

## خصوصیات
تاورنی ۱٬۰۴۹ نفر جمعیت دارد.